# براکت (ورزش)
براکت (به انگلیسی: Bracket) در ورزش اصطلاحاً به ساختار درختی نمایش دهنده رقابت‌ها گفته می‌شود.
در کل دو نوع براکت در ورزش وجود دارد:
- براکت رقابت‌های تک‌حذفی
- براکت رقابت‌های دوحذفی

## مثال

یک مثال از براکت رقابت‌های تک‌حذفی با حضور ۱۶ ورزشکار
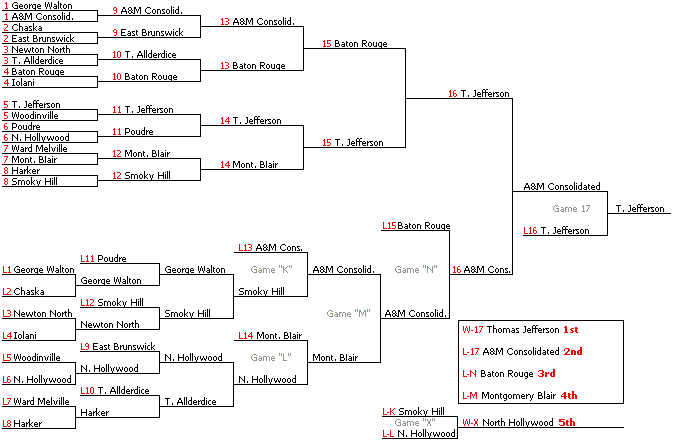
یک مثال از براکت رقابت‌های دوحذفی